# Tomares ballus
El cardenillo (Tomares ballus) es una especie de la familia de los licénidos. Se distribuye por zonas cálidas del Mediterráneo, incluyendo Marruecos, Argelia, Túnez, Libia, Egipto, Portugal, España y sur de Francia. Se trata de una especie sin ninguna protección, escasa o común en algunas áreas concretas.

## Distribución
En la zona africana, las poblaciones de Marruecos se sitúan en el Anti-Atlas, en Argelia se encuentra en El-Kantara y en Túnez en Hammamet, entre el nivel del mar y los 1700 metros. En Europa las poblaciones son muy dispersas y sólo se puede encontrar al sur de la cordillera cantábrica, en el centro, sur y este de la península ibérica (esquivando el clima atlántico) y a la costa mediterránea francesa, entre los 300 y los 1300 metros de altitud. Ausente en las Islas Baleares y Andorra. Parece que puede haber fuertes oscilaciones en el número de ejemplares de una población de una temporada a otra, las causas de las cuales son desconocidas. 

## Morfología

### Imago
Su envergadura alar de entre 22 y 30 mm. Hay variaciones en la coloración en función del sexo. Anverso marrón oscuro en los machos; en cambio, en las hembras predomina el naranja en las alas anteriores, donde el marrón queda reducido del extremo alar hasta el submargen, y es abundante en las posteriores, en las cuales este color va del extremo hasta la zona postdiscal. Reverso, muy similar entre sexos, naranja y marrón (rodeando las alas, a los márgenes, submarges y ápice) con puntos negros en las alas anteriores y verde con puntos y márgenes y submarges marrones en las posteriores; fímbries blancas. A diferencia de otras especies de la familia y desafiando el nombre popular, no tienen ninguna tonalidad azul. Además, su verde es muy característico, a pesar de que en toda la familia también está presente a Callophrys rubi y Callophrys avis..

### Oruga
Hasta los 12 mm de longitud. Robusta y con pilosidad corta, tiene la típica forma larvaria de la familia. Cuando nacen, son rosadas y tienen un pequeño "escudo" negro en el primer segmento. Polimórfica, en el último estadio normalmente es naranja o roja con pequeñas manchas amarillas que se distribuyen en dos franjas dorsales y dos laterales. Cuando se disponen a pupar, su color cambia hacia tonalidades amarillentas.

### Pupa
Se caracteriza por su forma achaparrada, y por la coloración marrón rojiza.

### Huevo
De un diámetro aproximado de 0,5 mm. Son azul verdosos esféricos, con estrías visibles con lupa. Se vuelven gris oscuro, de coloración parecida al grafito, cuando se aproxima la eclosión de la oruga.

## Hábitat
Prefiere vivir en zonas abiertas, prados secos de hierba baja, también un poco nitrificadas. Las orugas se alimentan, en general, de frutos de Medicago, Astragalus, Lotos, Anthyllis, Dorycnium y Trifolium. Por regiones, al sur de Portugal de Dorycnium hirsutum; al sur de España de Medicago littoralis, Medicago truncatula, Medicago minima, Medicago polymorpha, Astragalus lusitanicus, Trfifolium cherleri y Ornithopus compresus; al sur de Francia de Medicago lupulina y al norte de África de Medicago turbinata, Loto hispidus y Anthyllis tetraphylla.

## Periodo de vuelo
Sólo una generación al año. En regiones más cálidas los primeros individuos se observan a partir de febrero (a veces de enero) hasta mayo. Hiberna como pupa, se cree, en el interior de los nidos de hormigas, puesto que criadas en cautividad a la hora de pupar se muestran inquietas y acaban muriendo. Ahora bien, otros afirman que lo hace protegida bajo las piedras. Puede permanecer en este estado más de una temporada.

## Ecología
La hembra pone los huevos de manera individual y en diferentes plantas, sobre sus flores o cerca de estas. La incubación dura unos 10 días. Dependiendo de la planta nutricia, se puede desarrollar más de una oruga en una misma vaina.
A lo largo de su fase larvaria muda cuatro veces, lo que equivale a un total de cinco estadios larvarios. Permanece en stadio de pupa durante un mínimo de nueve meses. Se creía que tenían costumbres caníbales, a pesar de que actualmente se duda de este hecho.
Como la mayoría de licénidos, las orugas son mirmecófilias: se asocian con hormigas como Plagiolepis pygmaea, Tapinoma nigerrimum, Crematogaster auberti y Crematogaster sordidula, aunque se especula que su relación puede ser facultativa (opcional).
Son atacadas por parasitoides, himenópteros bracónidos, del género Cotesia, especialmente Cotesia astrarches y Cotesia inducta. Estos matan la oruga en un periodo de entre 4 y 7 días (tiempos en el cual pierde casi el 50% de su peso). A pesar de vivir dentro de las vainas, se exponen al peligro de ser parasitadas cuando se desplazan de una vaina hasta otra.
En algunos ecosistemas entra en fuerte competencia por el alimento con otras especies de licénidos tales como Lampides boeticus y Leptotes pirithous, frutos de las plantas de las cuales también se alimenta Tomares ballus.
Un tema de cierta controversia es la pupación. En cautividad las orugas que se acercan a la nueva fase del ciclo vital dan vueltas durante unos 2 días, llegando a perder hasta el 30% de su peso. Aparte de la hipótesis de la pupación en los nidos de hormigas, se cree que esto podría ser una táctica de dispersión para evitar problemáticas, por ejemplo, con los incendios.
Por la mañana, después de noches frías y heladas, se han observado adultos posando lateralmente con las alas cerradas sobre las rocas que se empiezan a calentar; orientan las alas de forma que queden perpendiculares a los rayos solares y las van ajustando dependiente de la situación del sol. Los machos son territoriales y defienden constantemente su territorio buscando hembras hasta que se paran en sus lugares habituales, desde donde observan el territorio, mientras que las hembras vuelan más pausadamente buscando alimento.

## Especies ibéricas similares
- Verdeta de ojo rubio (Callophrys abuelos)
- Verdeta de ojo blanco (Callophrys rubi)